# René Verbraeken
René Verbraeken (* 2. Juni 1927; † 11. September 2009) war ein norwegischer Maler, Kunsthistoriker und Romanist.

## Leben und Werk
René Guido Verbraeken besuchte die Norwegische Handelshochschule in Bergen und schloss 1950 sein Studium ab. Er ging nach Frankreich, studierte Kunstgeschichte an der Sorbonne und war von 1957 bis 1959 Leiter der norwegischen Abteilung am Lycée Corneille in Rouen. 1959 wurde er mit einer Arbeit über die holländische Landschaftsmalerei des 17. Jahrhunderts an der Sorbonne in Kunstgeschichte promoviert (Doctorat d’Université). Dann war er Lektor für Norwegisch an der Universität Caen. 
Ab 1963 war Verbraeken Dozent für Französisch an der Bergener Handelshochschule, an der er studiert hatte, und von 1978 bis zum Ruhestand 1997 dort Professor. In seiner Forschung verband er Kunstgeschichte und französische Sprachgeschichte (vor allem in Form von Wortgeschichte), was ihm eine Art Alleinstellungsmerkmal verlieh. Als Künstler (Maler) schuf er zahlreiche Werke, die Gegenstand von ihm gewidmeten Ausstellungen (vor allem in Norwegen) waren. 1996 wurde ihm der Ordre des Arts et des Lettres (Orden der Künste und der Literatur) verliehen.

## Publikationen
- Jacques-Louis David jugé par ses contemporains et par la postérité. Suivi de la liste des tableaux dont l’authenticité est garantie par les écrits de l’artiste, des documents de son époque ou par leur appartenance à ses descendants. Avec une bibliographie chronologique. L. Laget, Paris 1973. (Vorwort von Louis Hautecoeur, 1884–1973)
- Clair-obscur. Histoire d'un mot. J. Laget, Nogent-le-Roi 1979.
- La peinture de paysage en Hollande au XVIIe siècle. Éd. du Panthéon, Paris 1995. (Ursprünglich Dissertation)
- Termes de couleur et lexicographie artistique. Recueil d’essais suivi de quelques articles sur la critique d’art. Éd. du Panthéon, Paris 1997.